# Karaveddy
Karaveddy (Tamil கரவெட்டி) ist eine Stadt im Jaffna Distrikt, Nordprovinz, auf Sri Lanka. Sie ist rund 7 Kilometer von Point Pedro entfernt. Aus der tamilischen Sprache übersetzt heißt die Stadt Küstenstreifen, weil sie nur wenige Kilometer von der Küste entfernt ist.

## Persönlichkeiten
Karaveddy ist der Ort von vielen bekannten Persönlichkeiten wie V. K. Sittampalam, der erste Sri-Lanka Postmaster General, P. Kandiah, das erste und einzige kommunistische Parlamentsmitglied, um Point Pedro zu repräsentieren, und der stellvertretende Sprecher des sri-lankischen Parlaments, S. Sivagnanasundaram. Anton Balasingham, der politische Berater der LTTE, lebte während seiner Kindheit und Jugend in Karaveddy.